# Takáts Előd
Takáts Előd (Budapest, 1975. november 4. –) közgazdász, egyetemi tanár, a Nemzetközi Fizetések Bankjának korábbi vezető közgazdásza. 2021–2023 között a Budapesti Corvinus Egyetem rektora. Jelenleg a Nemzetközi Fizetések Bankjának tanácsosa és a London School of Economics and Political Science vendégprofesszora.

## Tanulmányai
Takáts orvos és közgazdász szülők gyermekeként született. Középiskolai tanulmányait a Toldy Ferenc Gimnáziumban végezte, majd 1994–1999 között szerzett diplomát kiváló minősítéssel a Budapesti Közgazdaságtudományi Egyetemen pénzügy szakon, gazdaságpolitika szakirányon. 2000–2002 között a Közép-európai Egyetem közgazdaságtan szakán szerzett mesterdiplomát, ezt követően az amerikai Princetoni Egyetemen doktorált 2006-ban pénzügy szakterületen.
Tanulmányai mellett 2000-ben sikeresen elvégezte a Budapesti Értéktőzsde tőzsdei szakvizsgáját.
Angol, német és spanyol nyelven is beszél. Házas, felesége jogász. Három lány és kettő fiú édesapja, első három leánygyermeke az USA-ban, két fiúgyermeke Svájcban született.

## Szakmai pályafutása
Diplomájának megszerzését követően 1999–2000 között a CIB Bank értékpapír részlegénél dolgozott, majd 2001–2002 között vezető tanácsadó volt a Postabanknál. 2003–2005 között kutatóként dolgozott többek között a Magyar Nemzeti Bank Közgazdasági főosztályán, az Európai Központi Banknál és a New York-i Szövetségi Tartalékbanknál (Federal Reserve Bank of New York).

### Nemzetközi Valutaalap
2006–2009 között a Nemzetközi Valutaalap (International Monetary Fund) közgazdásza, ahol 2006 és 2007 között a nyugati féltekéért felelős főosztályon dolgozott. Ezt követően 2007 és 2008 között a stratégiai, politikai és felülvizsgálati főosztálynak, majd 2008 és 2009 között a pénzügyi és tőkepiacok főosztálynak volt munkatársa.

### Nemzetközi Fizetések Bankja
2009 és 2021 között a Nemzetközi Fizetések Bankjának közgazdásza, szenior közgazdásza, majd vezető közgazdásza. 2009 és 2016 között munkája során feltörekvő piacokkal foglalkozott, 2016 óta a pénzügyi rendszer szabályozásának vizsgálata a fő szakterülete. A BIS intézményét a Bázeli Bankfelügyeleti Bizottság Makroprudenciális Felügyeleti Csoportjában és a Pénzügyi Stabilitási Tanács munkacsoportjában képviseli, valamint a Pénzügyi Rendszerek és Szabályozás Egység tagjaként készít elemzéseket nemzetközi szabályozási reformokhoz.

### Budapesti Corvinus Egyetem
2021 és 2023 között Budapesti Corvinus Egyetem rektora. Áder János köztársasági elnök 2021. június 24-én nevezte ki. Rektori tevékenysége középpontjában az egyetem nemzetköziesítése, az egyetemi oktatók és kutatók tudományos teljesítményének emelése állt. Elindította az Illyés Gyula programot a hátrányos helyzetű fiatalok támogatására.

### Nemzetközi Fizetések Bankja
A 2023 óta a Nemzetközi Fizetések Bankjának tanácsosa, a szervezet vezérigazgatóhelyettesének kabinetfőnöke.

## Akadémiai életpályája
A Princetoni Egyetem doktori fokozatának megszerzése előtt a Nemzetközi Bankárképző Központban bankszakmai kurzusokat oktatott magyar nyelven, a budapesti IBS Nemzetközi Üzleti Főiskolán pedig Money and Banking (Pénz és banki szolgáltatások) tantárgyat angol nyelven. Doktori tanulmányai alatt rendszeresen oktatott a Princetoni Egyetemen makroökonómiai kurzust Alan Blinderrel és haladó nemzetközi pénzügyek kurzust Linda Goldberggel.
2018 óta a London School of Economics and Political Science School of Public Policy (Közpolitikai Iskola) vendégprofesszora, itt Andrés Velasco dékánnal dolgozik együtt.
Munkája mellett rendszeresen adott elő a Budapesti Corvinus Egyetemen vendégelőadóként különböző tantárgyak és konferenciák keretében. Ennek elismeréseként 2019. szeptember 17-én az intézmény Szenátusa a „kiemelkedő oktatási, kutatási és fejlesztési tevékenységének elismeréseként” címzetes egyetemi tanári címet adományozott részére. 2021. március 3-án Áder János köztársasági elnök 2021. március 10. napjával egyetemi tanárrá nevezte ki.
A Magyar Közgazdasági Társaság elnökségének tagja és az MKT Monetáris Politika Szakosztály elnöke. A Közgazdasági Szemle szerkesztőbizottságának tagja. A Pénzügyi Szemle szerkesztőbizottságának elnöke. 

## Főbb publikációi

### Nemzetközi folyóiratokban megjelent publikációi
- Előd Takáts – Judit Temesvary: The currency dimension of the bank lending channel in international monetary transmission. Journal of International Economics, 2020.
- Emanual Kohlscheen – Előd Takáts: What can commercial property performance reveal about bank valuations?. Journal of International Money and Finance. 2019.
- Martina Jašová – Richhild Moessner – Előd Takáts: Exchange rate pass‐through: What has changed since the crisis?. International Journal of Central Banking. 2019
- Előd Takáts – Judit Temesvary: Can macroprudential measures make cross‐border lending more resilient?. International Journal of Central Banking. 2019
- Stefan Avdjiev – Előd Takáts: Monetary policy spillovers and currency networks in cross‐border bank lending: lessons from the 2013 Fed Taper Tantrum. Review of Finance. 2019.
- Martina Jašová – Richhild Moessner – Előd Takáts: Domestic and global output gaps as inflation drivers: what does the Phillips curve tell?. Economic Modelling. 2019.
- Aging and House Prices. Journal of Housing Economics. 2012.
- A Theory of "Crying Wolf": The Economics of Money Laundering Enforcement. Journal of Law, Economics, and Organization. 2009.
- Anders Frederiksen – Előd Takáts: Promotions, Dismissals, and Employee Selection: Theory and Evidence. The Journal of Law, Economics, and Organization. 2009.

### Könyvek
- Donato Masciandaro – Brigitte Unger – Előd Takáts: Finance: The economics of money laundering. Edgar Elgar Publishing. 2006